# 天主教迪亚曼蒂纳总教区

Regional CNBB Leste 2.

天主教迪亚曼蒂纳总教区

天主教迪亚曼蒂纳總教區（拉丁語：Archidioecesis Adamantina）是羅馬天主教在巴西的一個教省總教區，下轄四個教區。
1854年6月6日成立教區，1917年6月28日升為總教區。
總教區包括米納斯吉拉斯州中部卅四市，2012年有教友431,748人，佔轄區總人口88.5%。教區下轄五十個堂區，有六十一名司鐸。現任教區總主教為若望·鮑思高·奧利弗·德法里亞。